# 第14201號行政命令
第14201號行政命令《禁止男性参与女子体育运动》（英語："Keeping Men Out of Women's Sports"），是美国第47任總統唐納·川普于2025年2月5日签署的一项行政命令，旨在禁止所有年龄段的跨性别女性运动员参加女童和女子运动队。该行政命令威胁撤销任何允许跨性别女童参加女童运动队的小学、中学和高等教育机构的联邦资助，声称违反了《教育法修正案第九条》。
该命令并不禁止跨性别男运动员加入男性运动队。

## 反应
國家大學體育協會主席查理·贝克表示，该协会将遵守该行政命令，并称赞该命令与之前相互冲突的州法律和法院判决相比，为该问题提供了“明确的全国性标准”。在此之前，NCAA在册的50万名运动员中，仅有不到10人是跨性别者。2025年2月6日，NCAA改变其政策，将大学女子体育比赛的参赛对象限制为出生时被指定为女性的运动员，该政策立即生效。
负责批准加州高中体育运动的加州校际联盟表示，尽管有行政命令，该联合会仍将继续遵守州法律，允许跨性别运动员参加高中体育运动。

## 相关民调
2025年1月，《纽约时报》和益普索的一项调查发现，79%的美国人支持限制跨性别运动员参加女子体育比赛。
此前，盖洛普在2023年进行的一项类似民意调查发现，近69%的美国成年人表示，跨性别运动员只应被允许参加与他们出生时被指定性别相对应的运动队。

## 美国国会相关立法
2025年1月，共和党控制的众议院通过《2025年妇女和女孩体育运动保护法案》（英語："Protection of Women and Girls in Sports Act"），限制跨性别学生参加女子运动队。该法案修订了禁止性别歧视的教育法第九条，将性别定义为仅基于一个人出生时的生殖生物学和基因。共和党议员认为，该法案将保护女性在体育运动中的平等机会，并提到生理女性在身体上可能比跨性别运动员处于劣势。以苏珊娜·博纳米奇为首的民主党议员声称，该法案允许成年人要求进行性别检查甚至进行生殖器检查，使想要参加体育运动的年轻女孩面临骚扰和虐待的风险。他们以犹他州一名高中女生因“看起来不够女性化”而受到调查为例，并警告称，这项立法的出台将导致骚扰和欺凌。
2025年3月3日，该法案在参议院以51票赞成、45票反对的结果遭否决，未达到推动立法所需的60票。

## 影响
行政命令发布后，教育部敦促高中和大学体育组织NCAA和NFHS撤销男跨女运动员的记录，并恢复生理女运动员的记录。坎迪斯·杰克逊解释说，此举是为了“恢复多年来被贬低、被忽视，并被迫眼睁睁看着男性窃取她们荣誉的女性运动员的记录”。
2025年2月25日，美国国务院宣布禁止跨性别运动员进入美国参加女子体育比赛，并且涉嫌此类行为的签证申请人的档案将被标记为“SWS25”标签，以便追踪。